# 青年共产主义小组
青年共产主义小组是阿尔巴尼亚历史上的一个共产主义组织。该组织成立于1940年2月，前身是科尔察共产主义小组的一个派系。该组织的领导人是具有明显的托洛茨基主义和无政府主义倾向的阿纳斯塔斯·卢拉和萨迪克·普莱姆特。1941年11月8日，该组织与科尔察共产主义小组、斯库台共产主义小组合并为阿尔巴尼亚共产党。